# 大學生希佐
《大學生希佐》（印尼語精確拼音：Student Hijo）是荷屬東印度（今印度尼西亞）作家馬爾戈·卡托迪克羅摩在1918年發表的一部小說，本來在《東印度之光》日報連載，後來於1919年由馬斯曼與斯特羅因克出版社改以單行本的形式發行。
這部小說是馬爾戈·卡托迪克羅摩在囚期間撰寫的作品，採用雙線式敘事，一條敘事線講述爪哇族學生希佐到荷蘭留學的時候跟一位荷蘭女子相戀，另一條敘事線則講述荷蘭行政官威廉·瓦爾特的感情生活，兩條敘事線互相交合。小說以馬來文撰寫，是其中一部由爪哇族作家撰寫，並普及「saya」這個第一人稱代詞的文學作品。
卡托迪克羅摩認為這部小說本身就是一段延長的比喻。這部作品既描寫了印尼青年接納西方語言文化，形成一種新文化的現象，也對比了傳統爪哇文化和荷蘭文化的觀念，由此帶出兩種文化無法兼容的主張。作者從感情關係對比兩種文化，並在小說中指出愛情是接受過荷蘭式教育的人士才會追尋的東西；而傳統爪哇族人則認為婚姻是實現社會流動的手段。

## 背景
《大學生希佐》的作者馬爾戈·卡托迪克羅摩是一位來自布洛拉（今屬印尼中爪哇省）的記者，在萬隆展開自己的職業生涯，非常反對荷屬東印度政府奉行的政策。小說取景的地點——梭羅則是卡托迪克羅摩擔任《世界行動報》（Doenia Bergerak）主編的時候報社的總部所在地。他曾經於1916年年底至1917年年初期間在荷蘭待了五個月；回到東印度群島之後，荷蘭殖民政府以「挑起仇恨」的罪名拘捕了他，並處以一年監禁。這部小說就是卡托迪克羅摩在巴達維亞韋爾特夫雷登（今雅加達沙哇勿剎）一所監獄服刑的時候創作出來的。
西方科技在20世紀初傳入爪哇族社會，令當地的傳統生活方式支離破碎。同時荷蘭殖民政府推行倫理政策，原意是保障東印度群島人民的某些權利和自由（比如教育權和局部的新聞自由），結果卻引發社會動盪。1906年之後荷蘭殖民政府收緊新聞審查制度，所以卡托迪克羅摩發表這部小說的時候，要在封面表明這部作品「不可以引用」（tak boleh dikoetip）。

## 故事大綱
希佐（Hidjo）是一位來自梭羅的年輕人，父親是商人拉登·波特羅諾約（Raden Potronojo）；他已經按照父親的意思，跟比露（Biroe）訂婚。波特羅諾約希望提升家族的地位，所以有一天他叫希佐到荷蘭讀大學，因為一般來說只有士紳門第才會送子女出國讀書。這時候，對爪哇族人有好感的荷蘭行政官威廉·瓦爾特（Willem Walter）已經和一個叫做耶特·羅斯（Jet Roos）的荷蘭婦人訂婚，當時羅斯懷有他們的孩子。
在荷蘭的時候，希佐和一戶本地人家住在一起，欣賞荷蘭的美景。因為種族的關係，這戶人家的女兒貝吉（Betje）覺得希佐很有趣。起初貝吉遭到希佐的冷待，到後來他們卻開始相戀，還發生了性關係。在梭羅，瓦爾特愛上了另一個叫做翁嫵（Woengoe）的少女，於是和羅斯解除婚約，然後羅斯把孩子打掉了，翁嫵也拒絕了瓦爾特。這些事情令瓦爾特決定回到荷蘭；他在回國之後與希佐相遇。
希佐和貝吉相戀之後，漸漸無法專注學業。一天他的家人叫他回到東印度群島，於是他中斷了自己跟這個荷蘭女人的感情關係，並把自己的積蓄交給貝吉，當作結束關係的賠償金。回到梭羅之後，希佐跟門第更高的翁嫵結婚，並於兩年後成為查拉克（Djarak，今屬東爪哇省）的地方檢察官。瓦爾特也在這段時候跟貝吉結婚，並返回梭羅擔任副駐紮官。

## 風格
《大學生希佐》以馬來文撰寫。在小說出版的時候，荷蘭殖民政府一直在嘗試規範馬來文的語法，很多年之後還是如此；萊登大學講師亨德里克·邁爾（Hendrik Maier）認為正規馬來語是一門呆板的語言。不過，卡托迪克羅摩沒試過迎合圖書編譯局的語言要求。邁爾指出，和爾敏·巴奈、哈姆卡這些以「悲傷」的態度撰寫正規馬來文作品的作者不一樣的是，「怒髮衝冠」的作者只是從《大學生希佐》的語言展示出他的「快感、刺激感和興奮」。
研究印尼的日本學者加藤剛指出，和其他爪哇族作家一樣的是，卡托迪克羅摩以第一人稱敘事的時候，習慣採用「saya」這個詞語，跟偏好「hamba」的米南加保族作家不一樣。他說爪哇族作家之所以偏好「saya」而不採用爪哇語的第一人稱代詞，是因為爪哇語講求禮節，第一人稱代詞的等級分別紛繁複雜。他指出爪哇族作家藉着《大學生希佐》和《自由的激情》（1924年，作者馬爾戈·卡托迪克羅摩）這些文學作品普及「saya」這個詞語，還認為「saya」比「hamba」主動，不過相比起爪哇語俗語（ngoko）的人稱代詞「aku」，「saya」比較發人深省，沉思的意味也更為濃厚。

## 題材
邁爾認為《大學生希佐》主角的名稱應該當成寓言來理解，還認為角色的名稱——希佐（藍色）、翁嫵（紫色）和比露（藍色）展示出他們之間互有關聯的性質。卡托迪克羅摩說小說本身就是一段延長的明喻。
這部小說把年輕一代（kaoem moeda）的印尼人描述成「理解荷蘭語」的人。邁爾指出這種理解不僅體現在角色使用的語言，還體現在行動；比如在公眾場合牽手，或者喝檸檬水這種行為都是傳統印尼社會不會出現的事情。《大學生希佐》也顯示出荷蘭人和爪哇族人的差別——邁爾發覺小說藉由兩條敘事線指出荷蘭人和爪哇族人是無法相容的，並總結說「爪哇族人在荷蘭的時候不覺得自己輕鬆自由，荷蘭人在爪哇的時候（也）不覺得自己輕鬆自由。」他還說，這部小說認為兩種文化的鴻溝是「無法弭平的。」 
邁爾指出這部小說講述到的題材包括愛情（體現在希佐對比露、貝吉和翁嫵的愛，以及瓦爾特對羅斯、翁嫵和貝吉的愛）和社會流動（希佐的商人父親為了抬高家族的地位，便撮合希佐和翁嫵），還突出了聘礼習俗，體現出有錢人可以借助婚姻成為貴族的現象。他還認為，在小說臨近尾聲的時候，作者把愛情描述成接受過荷蘭式教育的人士才會追尋的東西，因為對傳統爪哇人來說，婚姻的社會意義和經濟意義仍然是重要的考量。小說的角色最後雖然不一定是因為相愛而結婚，不過他們跟配偶的生活還是愉快而舒適的。

## 發行與反響
1918年，《大學生希佐》以連載小說的形式在《東印度之光》（Sinar Hindia）發表——這家報社的總部位於三寶瓏，卡托迪克羅摩當過這個報社的編輯。位於三寶瓏的馬斯曼與斯特羅因克出版社（Masman & Stroink）則在1919年把連載的小說內容輯錄成書，以單行本的形式出版。這時候，只有小型出版社願意出版政治題材的作品——荷蘭殖民政府擁有的出版社圖書編譯局所出版的作品對政治議題比較漠不關心。
加藤剛寫道，在激進派活動的領域，這部小說不足掛齒，可是論想像力，這部小說並不是《西蒂·努爾巴雅》（1922年，作者馬拉·魯斯里）、《錯誤的教育》（1927年，作者阿卜杜爾·穆伊斯）和《自由的激情》這種作品能夠比擬的。

## 備註
1. ↑  原文：「... jang mengerti Bahasa Belanda.」

## 腳註
1. 1 2 3 4  Yuliati 2008, Marco Kartodikromo, Jurnalis.
2. ↑  Maier 1996，第186-187頁.
3. 1 2  Maier 1996，第185頁.
4. ↑  Eneste 2001，第143頁.
5. 1 2 3  Maier 1996，第195頁.
6. 1 2  Maier 1996，第198頁.
7. ↑  Maier 1996，第206頁.
8. ↑  Maier 1996，第192頁.
9. ↑  Kato 2003，第103-104頁.
10. ↑  Maier 1996，第190頁.
11. 1 2  Maier 1996，第197頁.
12. ↑  Maier 1996，第204頁.
13. ↑  Kato 2003，第96頁.
14. ↑  Latif 2008，第127頁.
15. ↑  Kato 2003，第121頁.